# Седмикча
Седмикча — ручей в России, протекает по Ярскому району Удмуртии. Правый приток Вятки (бассейн Камы). Длина — 10 км.
Берёт начало в лесном массиве к северу от деревни Тум. Общее направление течения северное. Впадает в Вятку между ручьём Поломка и Юськоилка.
Долина реки покрыта смешанным елово-берёзовым лесом, в верховье небольшое болото.
У устья через реку проходит грунтовая дорога, сооружён мост.
Номер объекта в государственном каталоге географических названий — 0716618.